# 三木宏晃
三木 宏晃（みき ひろあき）は、庭師である。三晃システム代表取締役。

生年月日1978年8月14日

25歳の時に新しい部門を飛込営業の草むしりからスタート。
前職は広告代理店からの家庭の事情により帰省して、修行なしで造園業をスタート。
2020年で16年目を迎える。
社会貢献活動にも積極的で、第六感を使って会社役員などをトレーニングして、魅力ある企業を増やして地方創生を目指す活動をしているほか、石井町を楽しくする会の理事長としても活動している。
三晃システム株式会社の2代目社長。外構部門（エクステリア）を「PLUS GRADENS」を立ち上げる。敷地内にはGREEN雑貨中心の「plus gardens shop」もあり。
一般的なエクステリアのほか、露天風呂、ゴルフパター用人工芝庭なども行っている。
2023年にサイクリスト応援宿EarthVeloを立ち上げ運営中。 https://airbnb.com/h/earthvelo